# Dmitrij Pozdniakow
Dmitrij Anatoljewicz Pozdniakow (ros. Дмитрий Анатольевич Поздняков; ur. 6 lipca 1972 w Astanie) – kazachski biathlonista, uczestnik mistrzostw świata w biathlonie oraz zimowych igrzysk olimpijskich.
Starty w Pucharze Świata rozpoczął zawodami w Ruhpolding w roku 1995 zajmując 99. miejsce w biegu indywidualnym na 20 km. Najlepszy wynik w Pucharze Świata osiągnął w 1997 w Nowosybirsku zajmując 24. miejsce w sprincie.

## Osiągnięcia

### Zimowe Igrzyska Olimpijskie
| Rok  | Miejscowość | Konkurencje | Konkurencje | Konkurencje | Konkurencje | Konkurencje | Konkurencje | Konkurencje |
| Rok  | Miejscowość | IN          | SP          | PU          | MS          | RL          | MR          | SR          |
| ---- | ----------- | ----------- | ----------- | ----------- | ----------- | ----------- | ----------- | ----------- |
| 1998 | Nagano      | 59.         | 24.         | –           | –           | 16.         | –           | –           |

### Mistrzostwa świata
| Rok  | Miejscowość | Konkurencje | Konkurencje | Konkurencje | Konkurencje | Konkurencje | Konkurencje | Konkurencje |
| Rok  | Miejscowość | IN          | SP          | PU          | MS          | RL          | MR          | SR          |
| ---- | ----------- | ----------- | ----------- | ----------- | ----------- | ----------- | ----------- | ----------- |
| 1995 | Anterselva  | –           | –           | –           | –           | 15.         | –           | –           |
| 1997 | Osrblie     | 70.         | 31.         | 41.         | –           | 18.         | –           | –           |
| 2001 | Pokljuka    | DNS         | 89.         | –           | –           | –           | –           | –           |
| 2004 | Oberhof     | 41.         | 79.         | –           | –           | –           | –           | –           |

### Puchar Świata

#### Miejsca w klasyfikacji generalnej
| Sezon     | Miejsce |
| --------- | ------- |
| 1997/1998 | 79.     |